# Bataille de Jalula (2014)
Seconde guerre civile irakienne
La bataille de Jalula a lieu en 2014 lors de la seconde guerre civile irakienne.

## Déroulement
Le 9 août 2014, les djihadistes de l'État islamique et les rebelles sunnites attaquent la ville de Jalula, tenue par les peshmergas du Gouvernement régional du Kurdistan. La ville tombe après deux jours de combats, les troupes kurdes perdent 10 hommes tués et environ 80 blessés.
Le 15 août, les djihadistes détruisent la husseiniyah de Jalula, un lieu de culte chiite, et exécutent publiquement le muezzin. Six policiers sont également mis à mort à Sayed Ahmad, au nord de la ville.
Le 22 août, les peshmergas lancent une contre-offensive pour tenter de reprendre la ville. Le 25, les Kurdes affirment contrôler toutes les entrées de Jalula.
Le 12 octobre, à Qara Tapah, près de Jalula, trois explosions à la voiture piégée font une quarantaine de morts. L'attaque visait un immeuble des Assayech, les services kurdes de sécurité et un bureau du parti politique de l'Union patriotique du Kurdistan. La plupart des victimes sont des anciens soldats des forces kurdes qui voulaient se réengager
Le 23 novembre, l'armée irakienne, les Peshmergas et les miliciens chiites attaquent les villes de Jalula et Saadiyah. Les peshmergas attaquent par le nord, l'armée irakienne et les milices chiites par le sud. Au moins 20 Kurdes sont tués et 40 blessés. La ville de Saadiyah est reprise dans la soirée et Jalula est reconquise le 24. Elle reste tenue par les Kurdes et les milices chiites.
Au printemps 2015, les peshmergas chassent les Hachd al-Chaabi de la ville, en leur coupant « l'eau et les vivres pour les faire partir » selon le commandant Mahmoud Sangawi, chef des forces kurdes de la région. Depuis la zone est disputée et est un point de tension entre les deux groupes.